# Strachówko (gromada)
Strachówko (od 31 XII 1959 Wójty Zamoście / od 1 I 1960 Płońsk) – dawna gromada, czyli najmniejsza jednostka podziału terytorialnego Polskiej Rzeczypospolitej Ludowej w latach 1954–1972.
Gromady, z gromadzkimi radami narodowymi (GRN) jako organami władzy najniższego stopnia na wsi, funkcjonowały od reformy reorganizującej administrację wiejską przeprowadzonej jesienią 1954 do momentu ich zniesienia z dniem 1 stycznia 1973, tym samym wypierając organizację gminną w latach 1954–1972.
Gromadę Strachówko z siedzibą GRN w Strachówku utworzono – jako jedną z 8759 gromad na obszarze Polski – w powiecie płońskim w woj. warszawskim, na mocy uchwały nr VI/10/14/54 WRN w Warszawie z dnia 5 października 1954. W skład jednostki weszły obszary dotychczasowych gromad Siedlin i Strachówko ze zniesionej gminy Wójty-Zamoście oraz obszary dotychczasowych gromad Kownaty, Michowo i Strachowo ze zniesionej gminy Sochocin w tymże powiecie. Dla gromady ustalono 12 członków gromadzkiej rady narodowej.
29 lutego 1956 z gromady Strachówko wyłączono wieś Wycinki włączając ją do gromady Milewo w tymże powiecie.
31 grudnia 1959 gromadę Strachówko zniesiono przenosząc siedzibę GRN ze Strachówka do Płońska i zmieniając nazwę jednostki na gromada Wójty Zamoście. 1 stycznia 1960 gromadę Strachówko zniesiono przenosząc siedzibę GRN ze Strachówka do Płońska i zmieniając nazwę jednostki na gromada Płońsk.